# Tullio Calcagno
Tullio Calcagno (Terni, 10 aprile 1899 – Milano, 29 aprile 1945) è stato un presbitero e giornalista italiano, che aderì alla Repubblica Sociale Italiana. Nel 1944 fondò la rivista settimanale Crociata Italica, di cui fu direttore.

## Biografia

### L'infanzia e la gioventù
Nato da una famiglia povera di Terni il 10 aprile 1899, entrò in seminario all'età di 10 anni Nel 1918 lasciò il seminario perché insieme ai cosiddetti "Ragazzi del '99", partecipò alla prima guerra mondiale arruolato nell'esercito raggiungendo il grado di tenente di fanteria e una decorazione al valor militare. Nel 1924 divenne parroco della Cattedrale di Terni e insegnante di religione nel locale liceo.
Fu inizialmente contrario alla firma del Concordato del 1929 da parte della Santa Sede, ma poi cambiò idea ritenendo che questo patto avrebbe provocato un risveglio della religiosità cattolica in tutto il mondo.
Freddo nei confronti del regime fascista vi si avvicinò in occasione della Guerra d'Etiopia, divenendone un appassionato sostenitore. Allo scoppio della seconda guerra mondiale nel 1940 si schierò con gli interventisti chiedendo ripetutamente di poter essere assegnato al corpo dei cappellani militari. Nel giugno del 1942 pubblica a proprie spese e senza approvazione ecclesiastica "La scure alla radice della Royal Oak ossia Guerra di Giustizia", quasi un manifesto politico all'insegna della fedeltà alla Patria e all'alleato tedesco, contro le democrazie occidentali e soprattutto contro l'Unione Sovietica. Nel testo che sembra riecheggiare le posizioni del fascismo sociale e di Berto Ricci traspare la convinzione che la sconfitta del capitalismo e del comunismo corrisponda ad un importante ideale da perseguire e l'idea che se in guerra è lecito uccidere deve anche esserlo di odiare il nemico.
Una copia del libro fu inviata anche a Roma e la segreteria di Mussolini decise di chiedere informazioni circa l'autore del libro e da Terni giunse quindi un telegramma che descriveva don Calcagno "di buona condotta morale e politica, nonché devoto al regime benché non sia iscritto".
Il 30 giugno fu convocato a Roma dalla Congregazione per la Dottrina della Fede e redarguito al fine di convincerlo ad astenersi dalla politica attiva.

### L'adesione alla Repubblica Sociale Italiana
Per un po' di tempo don Calcagno evitò di interessarsi di politica ma dopo l'armistizio di Cassibile si presentò nell'appena riaperta sezione fascista di Terni per pubblicare alcuni articoli su "Prima linea", il giornale del fascismo ternano. Il vescovo di Terni questa volta lo invitò a scegliere tra l'attività politica e quella religiosa ma don Calcagno preferì proseguire con le sue collaborazioni sui vari giornali così il 16 dicembre 1943 fu sospeso "a divinis". Si recò poi a Bologna dove sapeva di poter riprendere i contatti con altri religiosi schierati su posizioni fasciste.
Don Calcagno, dopo aver inutilmente cercato un contatto con Carlo Borsani, iniziò a collaborare attivamente con riviste e quotidiani fascisti, finché non approdò al Regime fascista, diretto da Roberto Farinacci, segnalandosi subito per i suoi articoli molto aggressivi denunciando come "infame" l'armistizio dell'8 settembre 1943.

#### LaCrociata Italica

Don Calcagno a Venezia parla ai fascisti veneziani.

Calcagno, in forte contrasto con il vescovo di Cremona, rispose fondando nel 1944 un nuovo settimanale, la Crociata Italica. Ricevette il sostegno di Farinacci, che gli fece ottenere i finanziamenti iniziali tramite il Ministero della cultura popolare e gli mise a disposizione la tipografia de "Il Regime fascista". Il primo numero del periodico uscì il 9 gennaio 1944; in breve tempo raggiunse la tiratura - record per l'epoca - tra le cento e le centocinquantamila copie e diventando il giornale più venduto nel territorio della Repubblica Sociale. In esso ribadì la propria fedeltà alla Chiesa cattolica romana:
(Don Tullio Calcagno sul primo numero di Crociata Italica)

Don Edmondo De Amicis, già cappellano delle CCNN in Africa Orientale in sostituzione di padre Reginaldo Giuliani collaborò alla rivista. Fu ucciso dai partigiani il 26 aprile 1945

Ancora prima dell'uscita del settimanale si attirò l'ostilità del vescovo di Cremona Giovanni Cazzani, che esortò i fedeli a diffidare di lui e poi anche l'ostilità delle gerarchie ecclesiastiche romane, che giudicavano l'iniziativa "un errore storico e un'eresia antitaliana". Visto il successo della rivista, anche i tedeschi offrirono a don Calcagno appoggi e aiuti, che peraltro furono da quest'ultimo rifiutati. Alla rivista parteciparono anche altri parroci come Don Edmondo De Amicis, Don Antonio Padoan e Fra Ginepro da Pompeiana, che inviarono articoli.
Dalle colonne del nuovo quotidiano, il presbitero attaccò violentemente quella parte del clero che, dopo aver lodato il fascismo anche con "manifestazioni solennissime" ne aveva preso le distanze al sopraggiungere delle difficoltà. Nel novembre 1944 pronunciò alla radio un durissimo discorso in cui prese le distanze dalla chiesa di Roma:
(Don Tullio Calcagno nel discorso radiofonico del novembre 1944)
Lo scontro divenne talmente aspro che Calcagno fondò un'associazione avente lo stesso nome della testata che si proponeva l'obiettivo, radicale e velleitario, di un'imponente riforma della Chiesa cattolica che portasse alla creazione di una Chiesa cattolica autocefala, cioè indipendente da quella romana e con un primate italiano distinto dal Papa di Roma: secondo lui, infatti, il sommo pontefice rivestiva un ruolo troppo universale per difendere adeguatamente gli interessi italiani. In un articolo, don Calcagno giunse a scrivere: "Io credo che Dio darà la vittoria all'Asse. Ora la politica del Vaticano è contraria a quella dell'Asse. Quindi, appena sarà fuori lo straniero, cioè gli angloamericani, dovremo mandarci dietro anche il Papa, i Cardinali di Curia ed altri prelati".

### La morte
Questo proponimento era troppo radicale per passare inosservato alle gerarchie cattoliche e il 24 marzo 1945, con il decisivo contributo dell'arcivescovo di Milano Ildefonso Schuster, don Tullio Calcagno fu scomunicato. A questo punto decise di lasciare il giornale. Un mese dopo, il 24 aprile, decise di trasferirsi a Crema in casa di amici disposti ad aiutarlo. Qui fu trovato dai partigiani che tentarono di arrestarlo ma don Calcagno riuscì a fuggire e a trovare rifugio presso il Vescovo della città Francesco Maria Franco. Il 27 il Vescovo lo trasferì presso il seminario comboniano ma qui fu trovato dai partigiani ed arrestato e in serata trasferito a Milano dove condivise la prigionia con il cieco di guerra e medaglia d'oro Carlo Borsani. Il 29 aprile furono entrambi portati alle scuole di viale Romagna dove un improvvisato "tribunale del popolo" li condannò alla fucilazione. Nel caso di don Calcagno, il tribunale si limitò alla "semplice formale constatazione della sua identità personale".
Condotti a piazzale Susa, i due furono entrambi fucilati. Don Calcagno, con indosso l'abito talare, ebbe solo il tempo di inginocchiarsi per farsi il segno della croce e dare l'assoluzione a Carlo Borsani prima di essere raggiunto dalla raffica. Un sacerdote della vicina chiesa di Santa Croce, accorso al rumore degli spari, impartì alla salma l'estrema unzione. Per sfregio, le salme furono poi caricate su un carretto per la spazzatura, su cui vennero trasportate al cimitero di Musocco, nel campo 10. Qui vennero tumulate in una tomba senza nome. Nel 1949, dopo ricerche effettuate dai fratelli, la salma fu traslata nel cimitero nella sua città natale.